# Mondo Brutto
Mondo Brutto es un fanzine publicado en España desde el invierno de 1993, (cuya ultima publicación fue en abril de 2009), primero de forma de trimestral, y después con periodicidad variable. La publicación está dirigida por Galactus popular presentador de Melodías Pizarras y como colaboradores destacan la escritora Jimina Sabadú, Joe D'Allesandro, Grace Morales... Subtitulada «Actualidad bizarra para brutos mecánicos», sus temas predilectos son la cultura popular, la música y el costumbrismo español.
Los miembros fundadores, tal y como constan en los primeros números, fueron Galactus, Musgo Man, P J Soles, y Grace Morales. Casi al mismo tiempo entran clásicos como Christina Daae, Joe D'Allessandro (que pasa a formar parte de la Mesa Nacional, como se conocía a la redacción), El que vive en la cocina, El Ete y el Oto, Didí Escobar, Albertín Sobórnez, Jimina Sabadú, Jordi Costa, Javier Pérez Andújar, Mutis, Olaf, Darío Adanti... 
Hasta el número 11 se mantuvo un formato de bolsillo con las páginas en color amarillo, interior en blanco y negro, y portada y contraportada a color. A partir de entonces se optó por un formato mayor, con páginas satinadas y un texto más legible, manteniendo siempre el Arial Narrow 9.  En todos los números se trataba un tema en profundidad y desde distintos enfoques siempre vitriólicos: La Movida, el satanismo, la mujer, la droga, especial macarra... Las contraportadas se han mantenido en una línea iconoclasta y han mezclado imágenes y mensajes que han dado diferentes interpretaciones. El hermetismo de algunos mensajes siempre ha acompañado a parte de los textos e imágenes de todos los números. 
Desde su fundación se ha mantenido un buscado misterio sobre sus creadores, constando en páginas interiores una larga lista de colaboradores que en ocasiones eran distintos pseudónimos para los mismos autores. También se ha mantenido siempre una sección final llamada Mondo Lirondo en la que se citaban mensajes personales, comentarios sobre la actualidad, y textos crípticos que los lectores eran bien capaces de interpretar. 

## Polémica
El número 12 nunca llegó a ver la luz, pero su portada se puede encontrar fácilmente en Internet. La Mesa Nacional nunca llegó a aclarar por qué apareció seis meses después el número 13.  La rumorología apunta a un secuestro judicial por temas relacionados con el snuff, Alcácer, la Corona, e incluso con rencillas del mundo musical. Otras versiones apuntan a un desafortunado incendio en un almacén e incluso a que el número nunca llegó a existir y que fue una broma.

## Expansión
En 1998 se crea una página web que precede al formato blog. Noticias, amplio surtido de pornografía alternativa, enlaces a material referido en la publicación, y un muro para contactar con los creadores. 
En 1999 nace la lista de correo, ya desaparecida. Lo que comienza como una herramienta de comunicación entre redactores y lectores, pasa a ser un foro de troles despiadados y años después un pequeño club social mal avenido. En torno a 2007 una parte de sus usuarios se muda a otro foro y vuelve a ser un lugar para la publicación de material de interés para los lectores. 
A principios de los 2000 Mondo Brutto cuenta con una sección en El Jueves. 
En 2010 Joe D'Allessandro crea la editorial Los libros de Mondo Brutto y publica Los Millones de Santiago Lorenzo y Otra dimensión de Grace Morales. Antes de terminar la tirada y el tiempo de posesión de los derechos, Santiago Lorenzo vuelve a vender la novela de Los millones a Blackie Books.